# Tu veneno (album)
Tu veneno è il secondo album in studio della cantante e attrice uruguaiana Natalia Oreiro, pubblicato nel 2000.

## Tracce
1. Tu veneno – 3:00 (Fernando López Rossi)
2. Río de la Plata – 4:32 (Facundo Monti)
3. Cómo te olvido – 3:44 (Claudia Brant)
4. Luna brava – 4:13 (Javier Pérez Álvarez)
5. Aburrida – 3:40 (Fernando López Rossi)
6. Estamos todos solos (We're All Alone) – 3:39 (Boz Scaggs, testo spagnolo di: Rolly Hernández, Natalia Oreiro, Fernando López Rossi)
7. Gitano corazón – 3:05 (Claudia Brant, Marcelo Berestovoy)
8. Febrero – 4:37 (Afo Verde, Pablo Durand)
9. Dónde irá – 4:59 (Afo Verde, Pablo Durand)
10. Basta de tí – 3:30 (Natalia Oreiro, Fernando López Rossi)
11. Mata y envenena – 4:48 (Fernando López Rossi)
12. Si me vas a dar tu amor – 4:41 (Fernando López Rossi)
13. Que pena me das – 3:30 (Andrés Calamaro)
14. Un ramito de violetas – 4:31 (Evangelina Sobredo)
15. Caliente – 3:30 (Coti Sorokin, Pablo Duchovny)

## Versioni ufficiali e remix
- Tu veneno (Versión Karaoke) – 3:00
- Tu veneno (Remix) – 2:33
- Basta de tí (Radio Dance Remix) – 3:20
- Basta de tí (Extended Dance Remix) – 4:17